# Понцано-ді-Фермо
Понцано-ді-Фермо (італ. Ponzano di Fermo) — муніципалітет в Італії, у регіоні Марке,  провінція Фермо.
Понцано-ді-Фермо розташоване на відстані близько 170 км на північний схід від Рима, 60 км на південь від Анкони, 9 км на південний захід від Фермо.
Населення — 1699 осіб (2014).
Щорічний фестиваль відбувається 26 квітня. Покровитель — San Marco Evangelista.

## Демографія
Населення за роками:

Станом на 1 січня 2023 року в муніципалітеті офіційно проживало 138 іноземців з 25 країн, серед них 11 громадян країн Євросоюзу та 3 громадяни України.

## Сусідні муніципалітети
- Фермо
- Гроттаццоліна
- Монте-Джиберто
- Монтерубб'яно
- Петритолі